# Monte Prieto
Monte Prieto är en ort i Mexiko.   Den ligger i kommunen Tierra Blanca och delstaten Guanajuato, i den centrala delen av landet, 210 km nordväst om huvudstaden Mexico City. Monte Prieto ligger 1 702 meter över havet och antalet invånare är 418.
Terrängen runt Monte Prieto är huvudsakligen kuperad. Monte Prieto ligger nere i en dal. Runt Monte Prieto är det ganska glesbefolkat, med 25 invånare per kvadratkilometer. Närmaste större samhälle är Victoria, 14,0 km nordväst om Monte Prieto. Omgivningarna runt Monte Prieto är i huvudsak ett öppet busklandskap.